# Glenn Hagan
Pour les articles homonymes, voir Hagan.
Glenn Kassabin Hagan  est un joueur de basket-ball américain né le 25 juin 1955 à Sanford en Floride.
Après des études à Saint-Bonaventure en 1978, il devient une star comme meneur en jouant pour le Zénith Rochester club de la Continental Basketball Association de basket-ball dans les années 1980, ce qui conduit la franchise à deux titres CBA en 1979 et 1981. Bien que drafté par les 76ers de Philadelphie en 1978, Il ne dispute que quatre matchs joué en NBA avec les Pistons de Détroit

## Statistiques

### Universitaires
Le tableau suivant présente les statistiques individuelles de Glenn Hagan pendant sa carrière universitaire,.
| S       | U        | J   | MJ | PTS  | PPM  | PR  | PT   | PR%    | 3P | 3PT | 3PR% | LFR | LFT | LFR%   | TR  | TRPM | PD | I | C | TOV | PF |
| ------- | -------- | --- | -- | ---- | ---- | --- | ---- | ------ | -- | --- | ---- | --- | --- | ------ | --- | ---- | -- | - | - | --- | -- |
| 1974-75 | St Bonny | 20  | -  | 174  | 8,7  | 69  | 159  | 43,4 % | -  | -   | -    | 36  | 47  | 76,6 % | 46  | 2,3  | -  | - | - | -   | -  |
| 1975-76 | St Bonny | 29  | -  | 372  | 13,8 | 152 | 318  | 47,8 % | -  | -   | -    | 68  | 104 | 65,4 % | 107 | 4,0  | -  | - | - | -   | -  |
| 1976-77 | St Bonny | 27  | -  | 399  | 13,8 | 164 | 333  | 49,6 % | -  | -   | -    | 71  | 100 | 71,0 % | 91  | 3,1  | -  | - | - | -   | -  |
| 1978-79 | St Bonny | 284 | -  | 451  | 16,1 | 180 | 378  | 47,6 % | -  | -   | -    | 91  | 111 | 82,0 % | 107 | 3,8  | -  | - | - | -   | -  |
| Total   | Total    | 104 | -  | 1396 | 13,4 | 565 | 1188 | 47,6 % | -  | -   | -    | 266 | 362 | 73,5 % | 351 | 3,4  | -  | - | - | -   | -  |

### Professionnelles

#### En saison régulière
Le tableau suivant présente les statistiques individuelles de Glenn Hagan pendant sa carrière professionnelle en saison régulière.
| S         | F                  | J | T | MJ | PTS | PPM | PR | PT | PR%    | 3P | 3PT | 3PR% | LFR | LFT | LFR%  | RO | RD | TR | PD | I | C | TOV | PF |
| --------- | ------------------ | - | - | -- | --- | --- | -- | -- | ------ | -- | --- | ---- | --- | --- | ----- | -- | -- | -- | -- | - | - | --- | -- |
| 1981-1982 | Pistons de Détroit | 4 | 0 | 25 | 7   | 1,8 | 3  | 7  | 42,9 % | 0  | 0   |      | 1   | 1   | 100 % | 2  | 2  | 4  | 8  | 3 | 0 | 1   | 7  |
| Total     | Total              | 4 | 0 | 25 | 7   | 1,8 | 3  | 7  | 42,9 % | 0  | 0   |      | 1   | 1   | 100 % | 2  | 2  | 4  | 8  | 3 | 0 | 1   | 7  |